# Eagan
La ville d’Eagan (en anglais [ˈiːɡɨn]) est située dans le comté de Dakota, dans l’État du Minnesota, aux États-Unis. Sa population s’élevait à 68 855 habitants lors du recensement de 2020, estimée à 67 534 habitants en 2022.